# Marktkreuz (Trier)

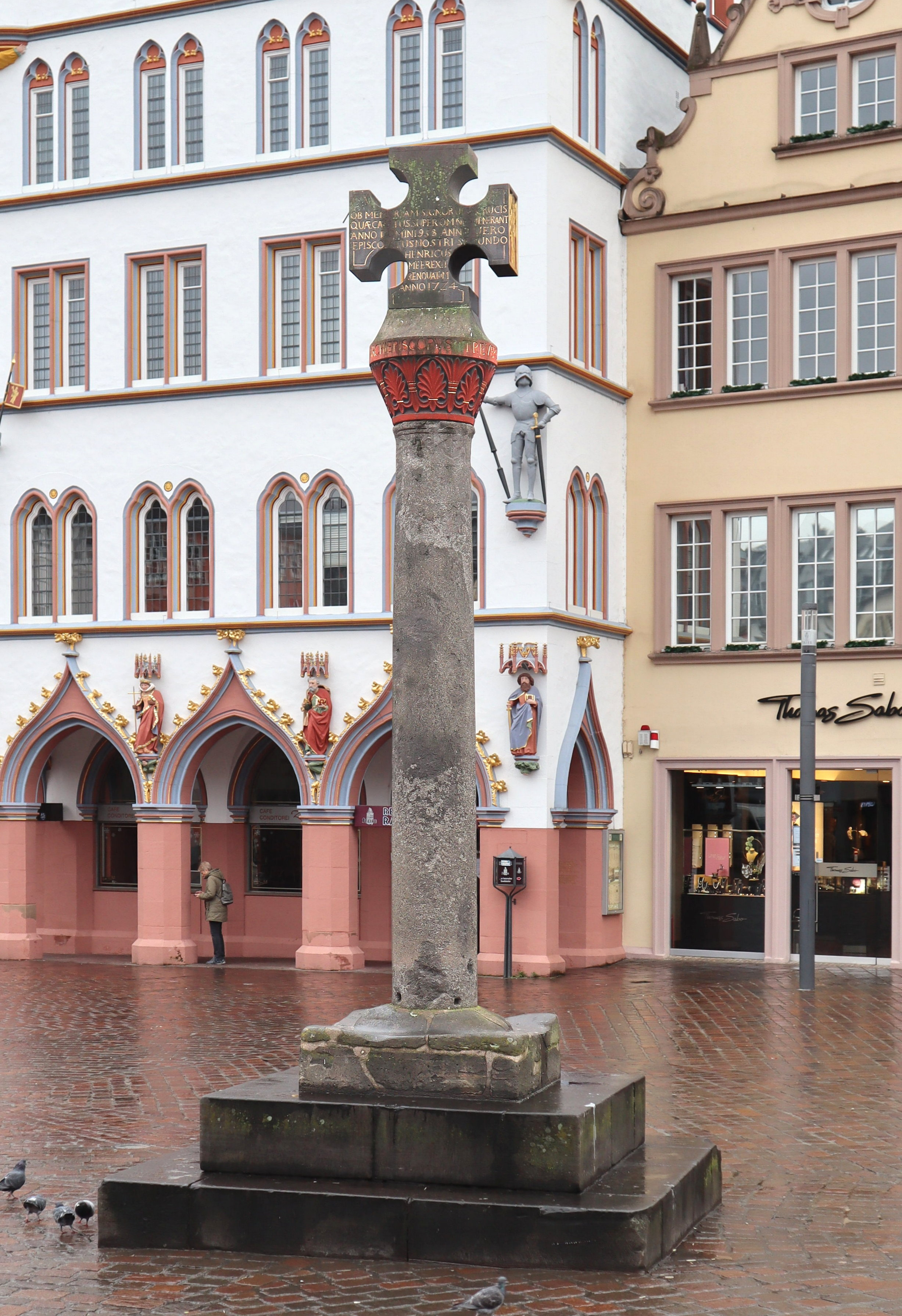
Marktkreuz (Ansicht Ost)

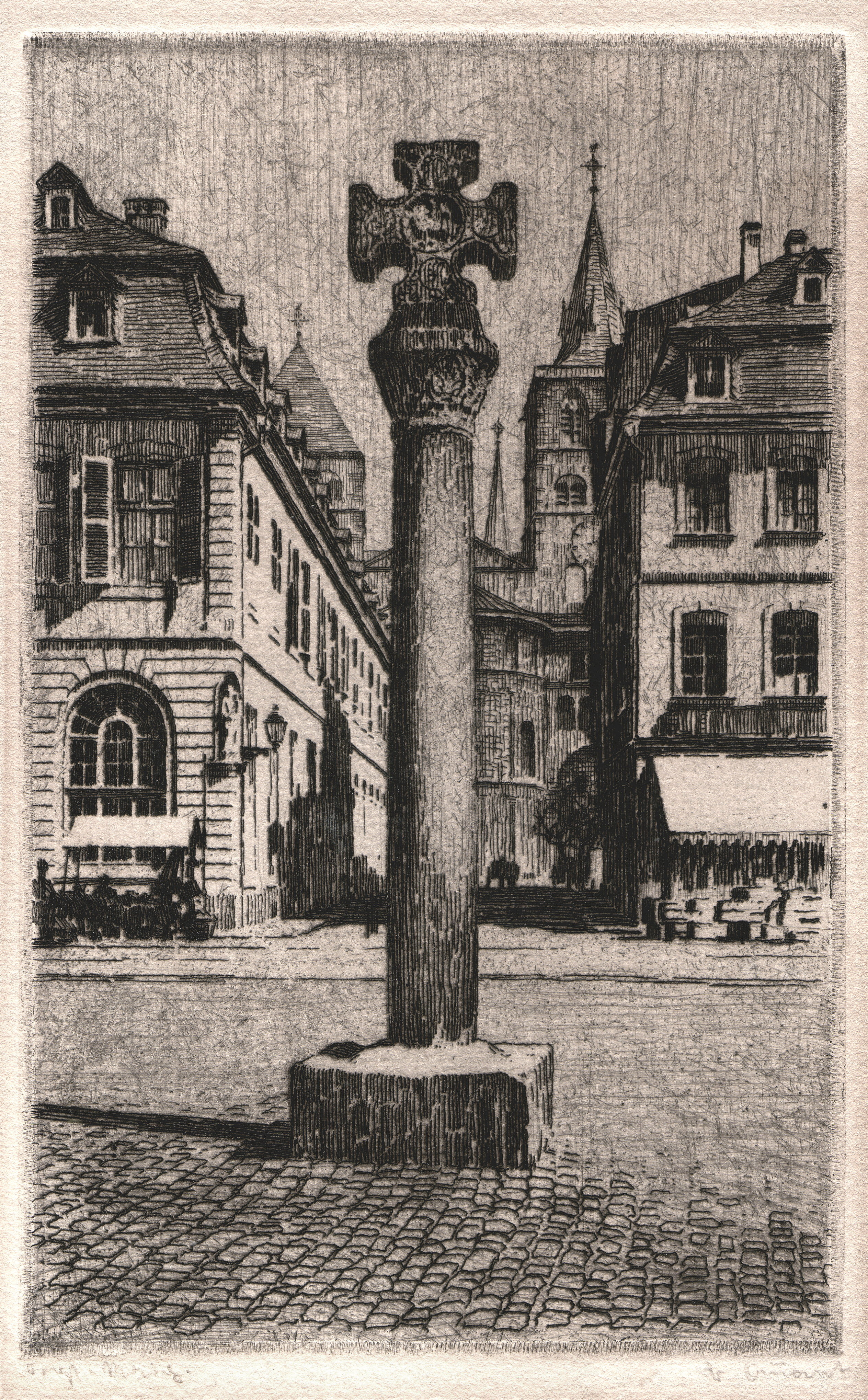
Radierung von Fritz Quant (vor 1918). Nur die obere Stufe des Sockels ist sichtbar.

Das Marktkreuz auf dem Trierer Hauptmarkt wurde um 958 im Auftrag des Trierer Erzbischofs Heinrich I. errichtet.

## Geschichte
Als Demonstration seines Markt- und Münzrechtes gründete Erzbischof Heinrich I. um 958 den zentralen Marktplatz Triers vor dem Westtor der Domimmunität. Das Marktrecht war der Stadt von König Otto I. verliehen worden. Als Wahrzeichen des Marktes und als Symbol des Marktfriedens sowie der erzbischöflichen Macht über die Stadt ließ Heinrich in dieser Zeit das Marktkreuz errichten.
Der wohl älteste Teil des Marktkreuzes ist die Säule aus Odenwälder Granit, die aller Wahrscheinlichkeit nach spätrömischen Ursprungs ist und wie der Domstein aus dem 4. Jahrhundert n. Chr. stammt. Ein Kapitell aus karolingischer Zeit bildet den Übergang zum Kreuzaufsatz, der aus ottonischer Zeit zu stammen scheint. Der Historiker Richard Laufner vermutet, dass das erstmals 1261 urkundlich erwähnte Marktkreuz in der Folge wahrscheinlich auch als Pranger genutzt wurde. Mehrere nach der Errichtung des Marktkreuzes gemeißelte Löcher sollen als Halterung für Ketten mit Fußfesseln, Halsringen usw. gedient haben. In der Denkmaltopographie der Generaldirektion Kulturelles Erbe Rheinland-Pfalz (GDKE) heißt es: „Darüber hinaus stellt es das offenbar älteste unter den insbesondere in Belgien und Frankreich erhaltenen, mittelalterlichen Marktkreuzen Europas dar.“ Ursprünglich stand das Kreuz weiter südlich auf dem Hauptmarkt und wurde um 1906 an den heutigen Standort inmitten der Marktfläche versetzt. Im Zweiten Weltkrieg (1943) wurde das Marktkreuz zum Schutz vor Luftangriffen in einen Felsenbunker verbracht und am 29. Juni 1945 wieder aufgestellt. Der Kreuzaufsatz mit Kapitell wird zum Schutz vor Verwitterung seit 1964 im Stadtmuseum Simeonstift aufbewahrt. Eine anfängliche Kunststeinkopie auf dem Hauptmarkt wurde 1988 durch eine Nachbildung aus Sandstein ersetzt.

## Beschreibung
Das insgesamt 5,22 m hohe Marktkreuz besteht aus vier Teilen: Die 3,25 m hohe Säule ist in einen dreistufigen Steinsockel eingelassen, dessen beide unteren Stufen seit 1820 durch Aufschüttung verborgen blieben. Seit der Neugestaltung des Marktplatzes im Jahr 1979 ist der komplette Sockel mit den erneuerten beiden unteren Stufen wieder sichtbar, während die obere, ausgewaschene und abgetretene Stufe im Original erhalten ist. Die sich nach oben verjüngende Granitsäule hat einen Durchmesser von 47,5 cm (unten) und 44 cm (oben). Die Verbindung zum Kreuzaufsatz bildet ein 44,5 cm hohes doppelkonisches Kapitell mit einer 10 cm starken Deckplatte und dem 20 cm hohen Sockel des Kreuzes. Alle drei zusammenhängenden Elemente sind aus einem hellen Sandsteinblock gearbeitet. Das Kapitell ist mit floralen Ornamenten geschmückt, und um die Deckplatte verlief ursprünglich die im Lauf der Jahrhunderte verwitterte Inschrift HENRICVS ARCHIEPISCOPVS TREVERENSIS ME EREXIT. Der Kreuzaufsatz in Form eines Tatzenkreuzes zeigt auf der Westseite das Gotteslamm mit Kreuz und Siegesbanner, an der Ostseite eine Inschrift, die das Datum der Errichtung 958 und den Stifter Heinrich I. nennt sowie auf eine Restaurierung („RENOUATUM 1724“) hinweist. Die Stirnseiten der Kreuzarme sind mit einem Petrus-Relief (Nord) und einer Sonnenuhr (Süd) versehen.

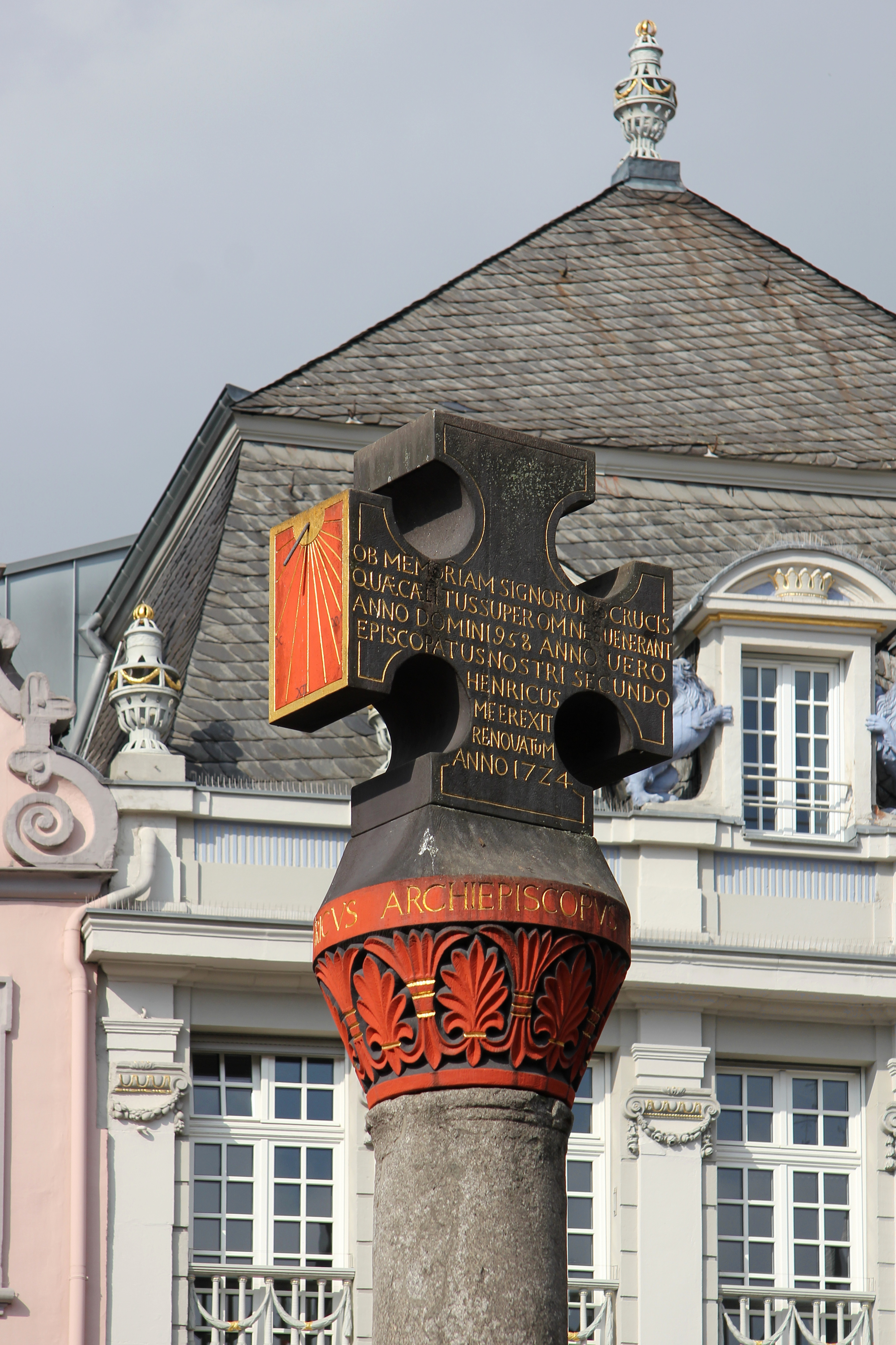
Ansicht Ost
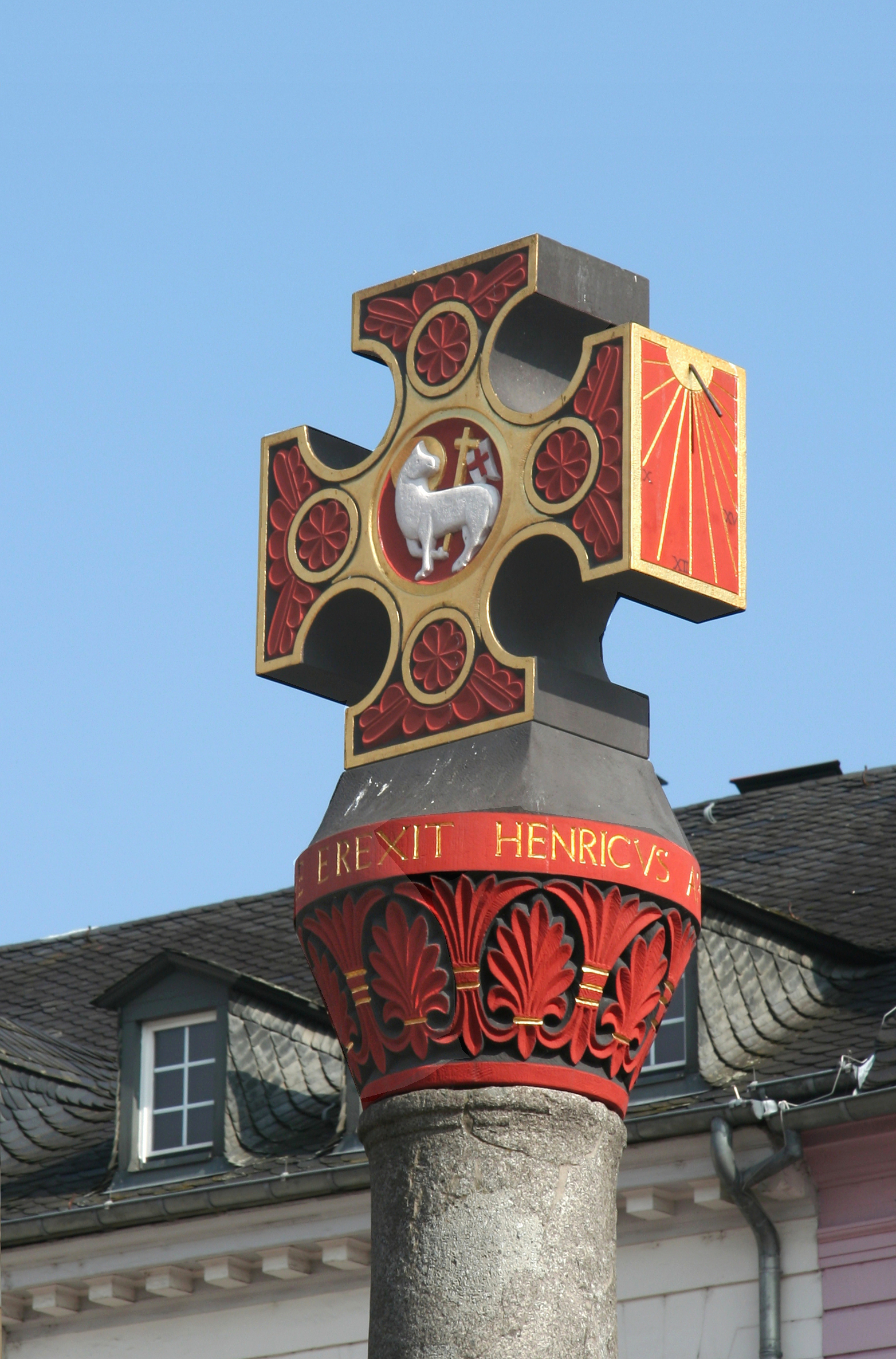
Ansicht West
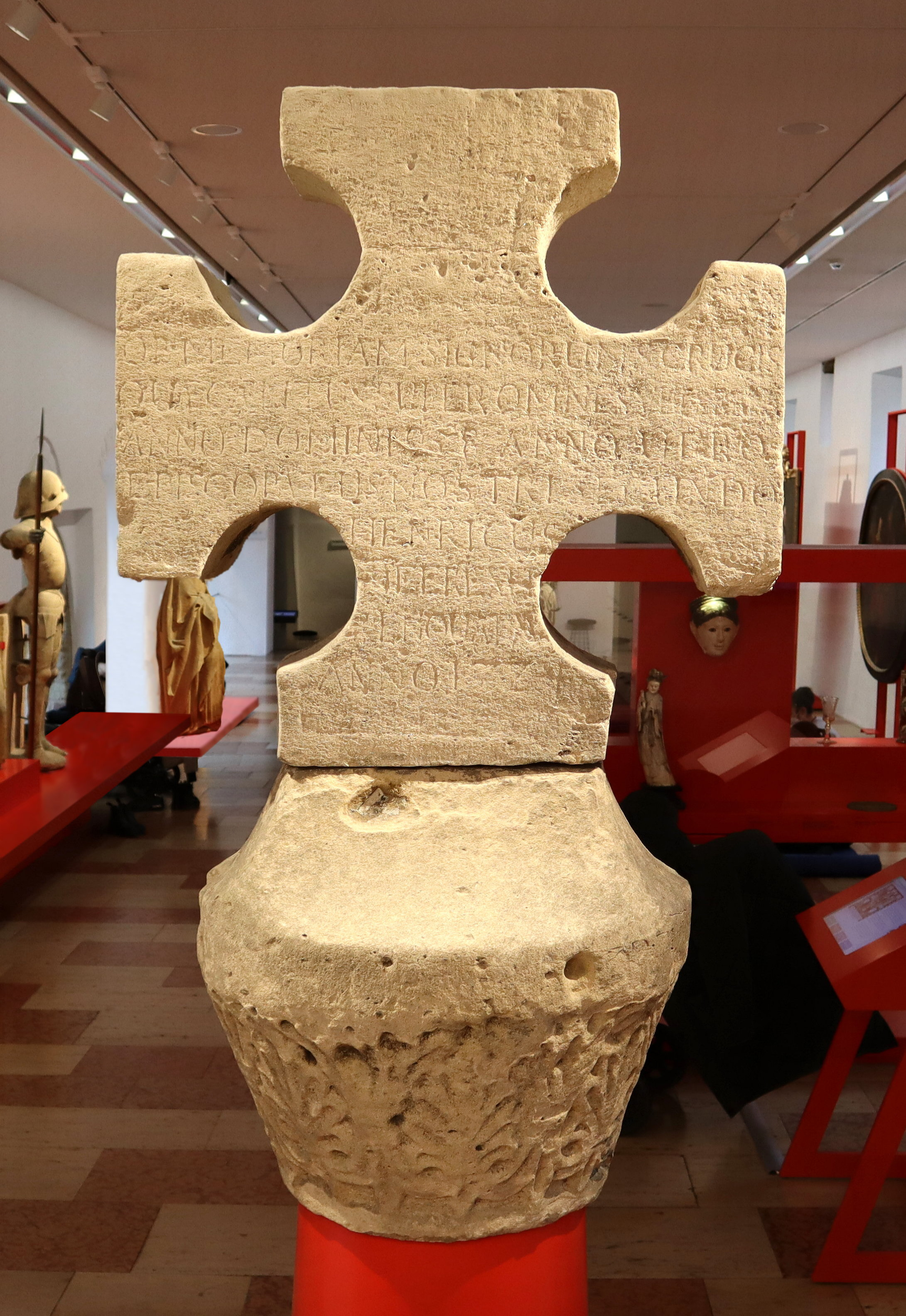
Originalkapitell und Kreuzaufsatz im Stadtmuseum